# Stichting De Noordzee
Stichting De Noordzee is een Nederlandse milieuorganisatie die zich inzet voor een beter beheer van de zee, in het bijzonder van de Noordzee. 
De organisatie is actief op de volgende terreinen:
- scheepvaart
- visserij
- ruimtelijke ordening
- waterkwaliteit
- gevaarlijke stoffen waaronder microplastics[1] en bagger
- educatie en bewustwording

Het kantoor van de stichting is gevestigd in Utrecht.
De stichting is ook de uitgever van de door Wouter Klootwijk geschreven Goede visgids.

## Geschiedenis
In juli 1977 werd de Werkgroep Noordzee opgericht als een samenwerkingsverband van Vereniging Milieudefensie, de Landelijke Vereniging tot Behoud van de Waddenzee, Stichting Natuur en Milieu, de Nederlandse Vereniging tot Bescherming van Vogels, het Verbond van Wetenschappelijke Onderzoekers en verschillende particulieren, uit bezorgdheid over wat er op de Noordzee gebeurde. 
De samenwerkende groepen waren van mening dat het natuurlijke milieu van de Noordzee in zijn bestaan werd bedreigd, als er niets gebeurde. De Werkgroep besloot alle bedreigingen nauwkeurig te volgen en waar mogelijk (bijv. via juridische procedures) ernstige vervuilers van de Noordzee te dwingen hun activiteiten te staken. De Werkgroep nam deel aan twee commissies: de Noordzee Commissie van de Raad van de Waterstaat, en een soortgelijke commissie van de Centrale Raad voor de Milieuhygiëne.
De Werkgroep besteedde van het begin af aan veel aandacht aan voorlichting voor zeer uiteenlopende groepen mensen. De Werkgroep (en later de Stichting Werkgroep Noordzee) gaf bijvoorbeeld van 1977 tot 1984 de Nieuwsbrief Noordzee uit en voor een internationaal publiek de North Sea Monitor.
Op 26 maart 1980 werd een stichting gevormd, de Stichting Werkgroep Noordzee. Op 30 november werd de naam statutair gewijzigd in "Stichting De Noordzee".